# Small Soldiers
Small Soldiers ist ein US-amerikanischer Spielfilm aus dem Jahr 1998. Regie führte Joe Dante.

## Handlung
Nachdem der Rüstungskonzern Globotech unter Führung von Gil Mars die kleine Spielzeugfirma von Irwin Wayfair und Larry Benson aufgekauft hat, werden beide gezwungen, interaktive Actionfiguren zu entwickeln. Neben sechs Soldaten der Commando Elite, die von Larry entworfen wurden, um eine etwas actionorientierte Kinderschar anzusprechen, werden ein halbes Dutzend sogenannter Gorgonites hergestellt, friedfertige Creaturefiguren, die von Irwin entwickelt wurden, um durch ihren Forschungsdrang und die Suche nach einem Weg zurück zu ihrer Heimat Gorgon kindliche Neugierde zu gezieltem wissenschaftlichen Interesse zu entfachen. Um sich bei seinem neuen Boss einzuschmeicheln, bestellt Larry kurzerhand und ohne nachzuforschen hochentwickelte Mikroprozessoren, die ursprünglich vom Verteidigungsministerium in Entwicklung gegeben wurden. Diese Prozessoren stellen eine neuartige künstliche Intelligenz dar, die zur selbstständigen Weiterentwicklung fähig ist; sie wurden jedoch verworfen, da sie nicht gegen EMP abgeschirmt sind. Die wahre Gefahr durch die Chips besteht jedoch darin, dass sie ihre Intelligenz basierend auf ihrer Grundprogrammierung weiterentwickeln und dadurch, je nach Vorgabe, zur geradezu starrköpfigen Verfolgung eines bestimmten Ziels neigen.
Dem 13-jährigen Alan Abernathy gelingt es, dem Fahrer eines Lieferwagens ein paar Prototypen der Gorgonites und der Commando Elite noch vor dem öffentlichen Verkaufstermin abzuschwatzen, um dem Spielzeugladen seines Vaters, der nicht publikumsorientiert ist, ein wenig auf die Sprünge zu helfen. Einen Gorgonite namens Archer nimmt er mit nach Hause, die anderen versteckt er im Spielzeugladen seiner Eltern in New Braunfels. Abends stellt Alan erstaunt fest, dass die Actionfigur sprechen, sich bewegen und sogar selbstständig agieren kann. Als er am Morgen in den Laden kommt, muss Alan zu seinem Entsetzen feststellen, dass sich die übrigen Puppen aus den Verpackungen befreit und den Spielzeugladen verwüstet haben. Archer erklärt Alan, dass die Commando Elite dazu programmiert wurden, die Gorgonites zu vernichten, doch von den Gorgonites ist zunächst keine Spur zu entdecken. Erst später findet er sie im Müllcontainer des Spielzeugladens und nimmt sie mit zu sich nach Hause.
Schnell stellen die Commandos Alans Verbindung mit den Gorgonites fest. Nachdem ein erster Versuch, den Verbleib der Gorgonites aus Archer herauszupressen, fehlschlägt, entführen die Elite-Soldaten Alans Nachbarin und Angebetete, Christy Fimple, was Alan aber zum Kampf gegen die Commando Elite antreten lässt. Mit Hilfe seiner Freunde kann Alan diese befreien, doch dann rücken die Commando Elite mit schweren Kriegswaffen, die sie selbst zusammengebaut haben, gegen die Gorgonites, die Abernathys, die Fimples sowie Larry und Irwin (die inzwischen von der Gefahr durch die Mikroprozessoren erfahren haben) vor. Während der daraufhin ausbrechenden Schlacht gelingt es Alan, die Commando Elite mit einem elektromagnetischen Puls zu vernichten; die Gorgonites verstecken sich allerdings während des Impulses unter einer Parabol-Antenne, die ihre Mikroprozessoren vor der elektromagnetischen Strahlung schützt. Der Film endet mit dem Aufbruch der Gorgonites auf einem Modellbau-Schiff nach ihrer „verlorenen“ Heimat Gorgon.

## Kritik
Lexikon des internationalen Films: „Eine liebevoll animierte Satire auf militaristisches Gebaren, rasant inszeniert und voller komischer Einfälle.“

## Auszeichnungen
Beim Catalonian International Film Festival wurde der Film mit den Preisen für Beste Filmmusik (Jerry Goldsmith) und Beste Spezialeffekte (Stan Winston Studio, Industrial Light and Magic) ausgezeichnet.
Für Gregory Smith und Kirsten Dunst gab es je eine Nominierung als  Leading Young Actor bzw. Actress.
Die Deutsche Film- und Medienbewertung FBW in Wiesbaden verlieh dem Film das Prädikat wertvoll.

## Entstehung
Als Sprecher für die Spielzeugfiguren wurden für den englischen Sprachraum neben Tommy Lee Jones, Frank Langella, Bruce Dern, Sarah Michelle Gellar und Christina Ricci unter anderem auch die drei Hauptdarsteller des Mockumentary This Is Spinal Tap (1984), Michael McKean, Christopher Guest und Harry Shearer, sowie vier Darsteller aus dem Kriegsfilmklassiker Das dreckige Dutzend (1967), Ernest Borgnine, George Kennedy, Jim Brown und Clint Walker, verpflichtet.

Der Film kostete 40 Millionen US-Dollar und spielte in den Kinos weltweit ca. 72 Millionen US-Dollar ein.

## Referenzen
Der Film enthält mehrere Referenzen auf andere Filme. So ist der Satz „Klaatu barada nikto“ eine Phrase aus dem Film Der Tag, an dem die Erde stillstand und bezeichnet dort den Befehl, der die Vernichtung der Erde verhindert. Ebenso wird auf den Roman, bzw. die Verfilmungen von Im Westen nichts Neues verwiesen.
Auch auf zwei seiner eigenen Filme bezieht sich Regisseur Joe Dante. Der aus den beiden Gremlins-Filmen bekannte Schauspieler Dick Miller taucht in einer Schlüsselrolle als Lastwagenfahrer mit den Spielfiguren auf. „Gizmo“ ist das Passwort für den Zugang zum Globotech Computernetzwerk; eine Gizmo-Plüschfigur finden die Gorgonites, als sie sich zu Beginn in einem Abfalleimer verstecken. Ein Piranha neben Alans Heimcomputer verweist auf Dantes gleichnamigen Film.